# 诺拉 (诺德豪森县)
诺拉（德語：Nohra，發音：[ˈnoːʁa]）是德国图林根州诺德豪森县曾经的一个市镇，面积16.21平方千米，2017年12月31日人口为811人。2019年1月1日，诺拉与另外7个市镇并入市镇布莱谢罗德。